# Ilirjan Celibashi
Ilirjan Celibashi (ur. 2 października 1969 w Çorovodë) – albański sędzia, wiceminister porządku publicznego w 1998 roku, minister stanu ds. stosunków z parlamentem w latach 2013-2014.

## Życiorys
W 1992 roku ukończył studia prawnicze na Uniwersytecie Tirańskim. W lipcu tego roku rozpoczął pracę sędziego w Sądzie Rejonowym w Fierze. Od grudnia 1992 do stycznia 1998 był prezesem Sądu Rejonowego w Mallakastrze.
Od stycznia 1998 do 2001 roku był sędzią w Sądzie Apelacyjnym w Durrësie z przerwą od października do grudnia 1998; pełnił wówczas funkcję wiceministra porządku publicznego.
W latach 2001–2006 pełnił funkcję przewodniczącego Centralnej Komisji Wyborczej. W maju 2006 współzałożył kancelarię prawną Celibashi Consulting, którą kierował do stycznia 2013, powrócił do niej w następnym roku.
W wyborach parlamentarnych w 2013 roku Celibashi uzyskał mandat deputowanego do Zgromadzenia Albanii z ramienia Partii Socjalistycznej.
Od 11 września 2013 do 1 sierpnia 2014 był ministrem stanu ds. stosunków z parlamentem.
Ilirjan Celibashi był współzałożycielem i dyrektorem stowarzyszenia kulturalnego Pal Engjelli, zajmującego się promowaniem kultury Albańczyków i Arboreszy.